# Мали репкар
Мали репкар (лат. Satyrium acaciae) врста је лептира из породице плаваца (лат. Lycaenidae).

## Опис врсте
Најмања је врста из овог рода. Доња страна крила претежно сива. Наранџаста шара је кратка, са израженом плавом мрљом. Црна тачка у бази репића је крупна и јасно уочљива.

## Распрострањење и станиште
Насељава жбуновите и шумовите пропланке. Локална врста јужне и централне Европе.

## Биљке хранитељке
Основна биљка хранитељка је трњина (Prunus spinosa).